# BLOODLINE ブラッドライン
『BLOODLINE ブラッドライン』（原題：Bloodline）は、2015年から2017年に製作・配信されたアメリカ合衆国のテレビドラマ。制作はソニー・ピクチャーズ、配信はネットフリックス。3シーズン・33回が製作されて終了した。

## あらすじ
レイバーン一家はフロリダキーズでリゾートホテルを経営して成功を収めて地元の名士となり、45周年創立記念パーティーが行われることになった。
しかしその当日、一族唯一の問題児で、厄介者扱いされていた長男のダニーが舞い戻って来る。
そして、これをきっかけに、レイバーン家の闇に葬られた過去が次々と明らかになっていく。

## キャスト
※括弧内は日本語吹替

### メイン
- ジョン・レイバーン - カイル・チャンドラー（相沢まさき）
- ダニー・レイバーン - ベン・メンデルソーン（斉藤次郎）
- メグ・レイバーン - リンダ・カーデリーニ（早川舞）
- ケヴィン・レイバーン - ノーバート・レオ・バッツ（丸山壮史）
- サリー・レイバーン - シシー・スペイセク（定岡小百合）
- ロバート・レイバーン - サム・シェパード（辻親八）
- ダイアナ・レイバーン - ジャシンダ・バレット（加藤有生子）
- エリック・オバノン - ジェイミー・マクシェーン（英語版）（さかき孝輔）
- マルコ・ディアス - エンリケ・ムルシアーノ
- ベル・レイバーン - ケイティ・フィナラン（英語版）
- エヴァンジェリン・ラドセヴィッチ - アンドレア・ライズボロー
- オジー・デルベッキオ - ジョン・レグイザモ
- チェルシー・オバノン - クロエ・セヴィニー（近藤唯）

### リカーリング
- アレック - スティーヴン・パスクァール
- サラ・レイバーン - ミア・カーシュナー
- ベン・レイバーン - ブランドン・ララクエンテ（英語版）
- ノーラン・レイバーン - オーウェン・ティーグ
- ロイ・ギルバート - ボー・ブリッジス
- ウェイン・ラウリー - グレン・モーシャワー

## エピソード
| シーズン | シーズン | 話数 | 話数 | 放送期間      | 放送期間      |
| -------- | -------- | ---- | ---- | ------------- | ------------- |
|          | 1        | 13   | 13   | 2015年3月20日 | 2015年3月20日 |
|          | 2        | 10   | 10   | 2016年5月27日 | 2016年5月27日 |
|          | 3        | 10   | 10   | 2017年5月26日 | 2017年5月26日 |